# Pabellón polideportivo municipal Fernando Argüelles
El pabellón municipal Fernando Argüelles es el pabellón en el cual el club de fútbol sala UMA Antequera disputa sus partidos de la primera división de la LNFS y el Club Balonmano Los Dólmenes, también en la segunda categoría nacional. En el pasado también fue el pabellón donde el Balonmano Antequera jugaba sus partidos de la Liga Asobal, hasta su desaparición. Este pabellón polideportivo está situado en C/ Antonio Mohedano S/N.
Fernando Argüelles era un jugador del Club Balonmano Torcal, antiguo nombre de este equipo. Este jugador fue un emblema en el pasado y con él se alcanzó un hito para la ciudad, llegar a la primera división, segunda categoría del balonmano nacional, a finales de los 70.
En 2007, la Selección de balonmano de España jugó en el Fernando Argüelles contra Dinamarca en un amistoso y ganó. 
Se ha jugado la final de futsal de la copa de España entre El Pozo de Murcia contra el Barcelona, partido disputado el 15 de mayo de 2012 en el que el Barça remonto y ganó con un 6-3 llevándose a Barcelona el título de su majestad. 
Posteriormente, el Fernando Argüelles también ha albergado otros partidos de la selección española de Balonmano, tanto masculino como femenino, además de otros eventos deportivos importantes.   

## Eventos
Internacionales:
- 14.º Mundial Universitario de Futbol Sala
- 26.º Mundial Universitario de Balonmano

Nacionales:
- Copa del Rey Balonmano 2010
- Final Copa del Rey Fútbol Sala 2012
- Supercopa Fútbol Sala 2016
- Copa del Rey Balonmano 2022
- Final Four Copa del Rey Fútbol Sala 2023

## Instalaciones
- Pabellón cubierto
- Sala de musculación
- Sauna
- Salas multiusos
- Dos campos de césped artificial fútbol-7
- Pista polideportiva al aire libre
- 2 piscinas (cubierta y al aire libre)

- Datos: Q7121538